# Феризай (футбольный клуб)
Феризай (алб. Klubi Futbollistik Ferizaj) - футбольный клуб, базирующийся в городе Урошевац, Сербия. Клуб выступает в высшем дивизионе Чемпионата Косова по футболу.

## История

### Ранняя история
Нынешний клуб считается преемником одного футбольный и спортивный клуба Борци, который существовал в городе Урошевац с 1923 года, на базе которого Феризай был основан.

### Кубок Косова по футболу
Феризай достиг финала Кубка Косова два раза, первый в сезоне-2011/12, когда они соревновались с Трепча'89, и проиграли (3:0), второй раз в сезоне 2012-13, где они сталкиваются с Приштиной, но потерпели поражение после пенальти (4-3).

## Стадион
Клуб играет свои домашние матчи на стадионе Исмет Шабаны в городе Урошевац, в то время, как у них еще второй стадион, который используется для тренировок, и лишь изредка для матчей. Стадион имеет вместимость 2 000 зрителей и назван в честь бывшего игрока клуба Исмета Шабанаха.

## Болельщики
Болельщики клуба имеют прозвище "Волки" (Ujqit). Болельщики Феризая часто присутствуют на матчах своей команды.

## Титулы
Кубок Косова
- Финалист (2 место): 2011-12, 2012-13